# Jamba Juice
Jamba juice est une chaîne de « bars à jus de fruits » dont le siège est à Frisco au Texas.
Elle compte environ 500 points de distribution dans la moitié des États des États-Unis d'Amérique.
En Europe, l'entreprise similaire et de plus grande importance est basée en Irlande et s'appelle Zumo.

## Histoire
En mai 2016, Jamba Juice annonce déplacer son siège social de San Francisco en Californie à Frisco, dans l'agglomération de Dallas, au Texas.